# الکوروچس
الکوروچس (به اسپانیایی: Alcoroches) یک شهرستان در اسپانیا است که در استان گوادالاخارا واقع شده‌است.